# Josandreva sazi
Josandreva sazi är en insektsart som beskrevs av Navás 1906. Josandreva sazi ingår i släktet Josandreva och familjen Nemopteridae. Inga underarter finns listade i Catalogue of Life.